# Lamiopsis temminckii
Lamiopsis temminckii е вид акула от семейство Сиви акули (Carcharhinidae). Видът е застрашен от изчезване.

## Разпространение и местообитание
Разпространен е в Индия (Андхра Прадеш, Гуджарат, Дадра и Нагар Хавели, Западна Бенгалия, Карнатака, Керала, Махаращра, Ориса и Тамил Наду), Индонезия (Малки Зондски острови), Китай, Малайзия (Саравак), Мианмар и Пакистан.
Обитава крайбрежията на сладководни и полусолени басейни, океани и морета в райони с тропически климат.

## Описание
На дължина достигат до 1,7 m.
Популацията на вида е намаляваща.